# Saint-Marsal
Saint-Marsal är en kommun i departementet Pyrénées-Orientales i regionen Occitanien i södra Frankrike. Kommunen ligger i kantonen Arles-sur-Tech som tillhör arrondissementet Céret. År 2022 hade Saint-Marsal 73 invånare.

## Befolkningsutveckling
Antalet invånare i kommunen Saint-Marsal
| Referens: INSEE |